# Relaciones San Marino-Venezuela
Las relaciones San Marino-Venezuela se refieren a las relaciones internacionales que existen entre San Marino y Venezuela.

## Historia
En 2019, durante la crisis presidencial de Venezuela, San Marino se suscribió al deseo del Papa Francisco por una solución pacífica a la crisis, expresando su profunda preocupación por la situación, manteniendo una posición neutral y sin ofrecer reconocimiento oficial a Nicolás Maduro o a Juan Guaidó.